# MIRACLE (尾崎亜美のアルバム)
『MIRACLE』（ミラクル）は、1983年8月21日に発売された尾崎亜美の10作目のオリジナル・アルバム。発売元はキャニオンレコード/F-LABEL。

## 概要
本作は、尾崎自身が書き下ろし、同年5月10日に講談社から出版された小説「イノセント ～箱～」を意識して作られた。尾崎によると、同小説と直接の連動はしていないが、少し関連性を持たせてサウンドトラックのような気分で作ったといい、小説の主人公の少女 ″舞夢″(まいむ)″にちなんで「舞夢が織りなすミラクルな出来事がアルバムの中で繰り広げられる」というコンセプトのもと制作されている。
これまで尾崎のアルバム等に演奏で参加してきたメンバーに加え、ドラムの山木秀夫と青山純が初参加している。楽曲はロックンロール、テクノポップ、バラードなど、バラエティーに富んだ内容となっている。
シングル「Thrill In The Night 〜天使のように〜」、「愛に恋 Love Is Gonna Get You」とそれぞれのB面曲が収録されている。B-2「Bad Boy, Bad Girl」は、ベーシスト岡沢章とのデュエット・ナンバー。
2013年10月16日にはリマスター盤・HQCD仕様で再発売され、「愛に恋 Love Is Gonna Get You」のB面曲「Tender Light」の日本語によるシングル・ヴァージョンが追加収録された。

### ジャケット
「不思議なジャケットを作りたい」という尾崎の要望をディレクターが汲んでスタッフを集め、コンピュータグラフィックスの技術を活かして制作されている。宇宙服を着た尾崎の顔の部分には、コンピュータを用いて頬紅やリップなどの化粧が施されている。

## 収録曲

### LP / CT
| 全作詞・作曲・編曲: 尾崎亜美。 |                                          |          |            |      |
| #                              | タイトル                                 | 作詞     | 作曲・編曲 | 時間 |
| 1.                             | 「MIRACLE」                              | 尾崎亜美 | 尾崎亜美   | 3:01 |
| 2.                             | 「舞夢」                                 | 尾崎亜美 | 尾崎亜美   | 4:02 |
| 3.                             | 「シャワールーム トリック」              | 尾崎亜美 | 尾崎亜美   | 3:42 |
| 4.                             | 「Tender Light」                         | 尾崎亜美 | 尾崎亜美   | 4:33 |
| 5.                             | 「Thrill In The Night 〜天使のように〜」 | 尾崎亜美 | 尾崎亜美   | 4:13 |
| 合計時間:                      | 合計時間:                                | 19:31    |            |      |

| 全作詞・作曲・編曲: 尾崎亜美。 |                                        |          |            |      |
| #                              | タイトル                               | 作詞     | 作曲・編曲 | 時間 |
| 1.                             | 「愛に恋 Love Is Gonna Get You」       | 尾崎亜美 | 尾崎亜美   | 4:12 |
| 2.                             | 「Bad Boy, Bad Girl」                  | 尾崎亜美 | 尾崎亜美   | 4:06 |
| 3.                             | 「You Can Climb The Mountain In N.Y.」 | 尾崎亜美 | 尾崎亜美   | 3:14 |
| 4.                             | 「小舟のように Loving You」            | 尾崎亜美 | 尾崎亜美   | 4:41 |
| 5.                             | 「舞夢の魔法使い」                     | 尾崎亜美 | 尾崎亜美   | 4:44 |
| 合計時間:                      | 合計時間:                              | 20:57    |            |      |

### CD
| 全作詞・作曲・編曲: 尾崎亜美。 |                                          |          |            |      |
| #                              | タイトル                                 | 作詞     | 作曲・編曲 | 時間 |
| 1.                             | 「MIRACLE」                              | 尾崎亜美 | 尾崎亜美   | 4:02 |
| 2.                             | 「舞夢」                                 | 尾崎亜美 | 尾崎亜美   | 4:02 |
| 3.                             | 「シャワールーム トリック」              | 尾崎亜美 | 尾崎亜美   | 3:42 |
| 4.                             | 「Tender Light」                         | 尾崎亜美 | 尾崎亜美   | 4:33 |
| 5.                             | 「Thrill In The Night 〜天使のように〜」 | 尾崎亜美 | 尾崎亜美   | 4:13 |
| 6.                             | 「愛に恋 Love Is Gonna Get You」         | 尾崎亜美 | 尾崎亜美   | 4:12 |
| 7.                             | 「Bad Boy, Bad Girl」                    | 尾崎亜美 | 尾崎亜美   | 4:06 |
| 8.                             | 「You Can Climb The Mountain In N.Y.」   | 尾崎亜美 | 尾崎亜美   | 3:14 |
| 9.                             | 「小舟のように Loving You」              | 尾崎亜美 | 尾崎亜美   | 4:41 |
| 10.                            | 「舞夢の魔法使い」                       | 尾崎亜美 | 尾崎亜美   | 4:44 |

| #         | タイトル                                 | 作詞  | 作曲・編曲 | 時間 |
| --------- | ---------------------------------------- | ----- | ---------- | ---- |
| 11.       | 「Tender Light」(シングル・ヴァージョン) |       |            | 4:22 |
| 合計時間: | 合計時間:                                | 44:56 |            |      |

## シングル

### 概要
表題曲「Thrill In The Night 〜天使のように〜」は、尾崎自身が書き下ろした小説「イノセント ～箱～」の劇中歌をイメージして作られた。シングルレコードのジャケットは同小説の表紙を模したものになっている。

#### 収録曲
| 全作詞・作曲・編曲: 尾崎亜美。 |                                          |          |            |      |
| #                              | タイトル                                 | 作詞     | 作曲・編曲 | 時間 |
| A.                             | 「Thrill In The Night 〜天使のように〜」 | 尾崎亜美 | 尾崎亜美   | 4:13 |
| B.                             | 「舞夢」                                 | 尾崎亜美 | 尾崎亜美   | 4:02 |
| 合計時間:                      | 合計時間:                                | 8:15     |            |      |

### 概要
表題曲「愛に恋 Love Is Gonna Get You」は″オートラマ″のCMソングとして使用された。この曲は「愛は吐息のように」のヒットで知られるバンド、ベルリンがカバーしている。

#### 収録曲
| 全作詞・作曲・編曲: 尾崎亜美。 |                                  |          |            |      |
| #                              | タイトル                         | 作詞     | 作曲・編曲 | 時間 |
| A.                             | 「愛に恋 Love Is Gonna Get You」 | 尾崎亜美 | 尾崎亜美   | 4:12 |
| B.                             | 「Tender Light」                 | 尾崎亜美 | 尾崎亜美   | 4:33 |
| 合計時間:                      | 合計時間:                        | 8:45     |            |      |

## 参加ミュージシャン
- Drums：林立夫・山木秀夫・青山純
- Electric Bass：後藤次利・岡沢茂
- Electric Guitar：鈴木茂・堀信泰
- Percussion：浜口茂外也
- keyboards：佐藤準・佐藤博・小林信吾
- Synthesizer：尾崎亜美・小林信吾
- Trombone：新井英治
- Strings：多グループ
- Chorus：Amii's Child
- Vocal：岡沢章（B-2）
- Synthesizer Programming：浦田恵司

## 参考資料
- オリコン『ALBUM CHART-BOOK COMPLETE EDITION 1970-2005』オリコン・マーケティング・プロモーション、2006年4月。ISBN 978-4-87131-077-2。
- 『MIRACLE』（紙ジャケット再発盤・ライナーノーツ）ポニーキャニオン、2013年10月16日。PCCA-50171。
- 長井英治:監修『日本の女性シンガー・ソングライター』シンコーミュージック・エンタテイメント〈ディスク・コレクション〉、2013年4月。ISBN 978-4401638048。
- 尾崎亜美『Thrill In The Night 〜天使のように〜』（シングルレコード）キャニオンレコード/F-LABEL、1983年4月21日。7A0278。